# Campiglia dei Foci
Pour les articles homonymes, voir Campiglia.
Campiglia dei Foci est un village de Toscane,  une frazione de la commune de Colle di Val d'Elsa situé dans la  province de Sienne . Au recensement de 2001, sa population était de 873 habitants et de 929 habitants en 2011. 